# Cesar Asfor Rocha
Francisco Cesar Asfor Rocha ComMM (Fortaleza, 5 de fevereiro de 1948) é um jurista, advogado e ex-magistrado brasileiro. Foi ministro do Superior Tribunal de Justiça de 1992 a 2012, tendo sido presidente do tribunal de 2008 a 2010. É membro da Academia Cearense de Letras e da Academia Brasileira de Letras Jurídicas.

## Biografia
Descendente de libaneses, Cesar Asfor Rocha é filho de Alcimor Aguiar Rocha e Síria Maria Asfor Rocha. Formou-se em Direito pela Universidade Federal do Ceará (UFC), em 1971, e tornou-se mestre em Direito Público pela mesma instituição. Pela UFC ele ainda receberia, posteriormente, os títulos de Notório Saber Jurídico e Doutor Honoris Causa.
Em 1972, depois de formado, começou a advogar e, posteriormente, retornou às salas de aula da UFC, mas dessa vez como professor. Foi professor de diferentes cátedras em cursos de graduação e pós-graduação. Entre as disciplinas que lecionou estavam as de Introdução ao Estudo do Direito, Teoria Geral do Direito e Direito de Família.
Em 1982, foi nomeado Procurador da Superintendência do Desenvolvimento do Estado do Ceará, função que executou também pelo Instituto da Previdência cearense. Entre 1983 e 1985, atuou como Procurador Geral do município de Fortaleza. 
Entre 1991 e 1992, assumiu a vice-presidência do Conselho Seccional do Ceará da Ordem dos Advogados do Brasil (OAB). Na Justiça Eleitoral cearense, atuou como juiz do Tribunal Regional Eleitoral por quatro biênios.
Em 1992, foi nomeado pelo presidente Fernando Collor para compor o Superior Tribunal de Justiça, em vaga destinada a membro da advocacia. Presidiu o STJ no período de setembro de 2008 a setembro de 2010. Ocupou também as funções de Corregedor Nacional de Justiça e Conselheiro do Conselho Nacional de Justiça.
Foi cotado mais de uma vez para o cargo de ministro do Supremo Tribunal Federal.
Embora pudesse permanecer como ministro do STJ até 2018, quando ocorreria sua aposentadoria compulsória, aposentou-se voluntariamente em 2012 e regressou à advocacia.

### Atuação no STJ
Empossado ministro em maio de 1992 pelo então presidente Fernando Collor, Cesar Asfor Rocha teve uma carreira profícua no tribunal. 
Ao longo de 20 anos, 3 meses e 19 dias, o ministro foi membro da Comissão de Jurisprudência do Tribunal, do Conselho de Administração, da Comissão de Documentação, presidente da Comissão de Coordenação e da Comissão de Regimento Interno. Também foi membro da 1a Seção por dois anos e, pelo mesmo período, participou da 1a Turma. Presidiu a 2a Seção e a 4a Turma do tribunal, nas quais esteve por 13 anos. Dirigiu a revista do STJ, foi vice-presidente e, entre 2008 e 2010, foi presidente da corte
Como relator, decidiu mais de 140 mil processos do tribunal e participou de mais de 600 mil ações nas turmas e seções. Seu maior legado para a história do tribunal foi ter encampado o processo de digitalização dos arquivos.
Em março de 2003, Asfor Rocha foi admitido pelo presidente Luiz Inácio Lula da Silva à Ordem do Mérito Militar no grau de Comendador especial.

#### Digitalização dos processos
Em 2008, ao assumir a presidência do Superior Tribunal de Justiça (STJ), o ex-ministro Cesar Asfor Rocha instituiu como prioridade acabar com o papel. As pilhas de processos que entulhavam salas, gabinetes e corredores da segunda mais alta corte do país estavam com os dias contados. 
O presidente do tribunal, então, criou um mutirão com 100 funcionários – 64 deles com deficiência auditiva – para digitalizar 150 milhões de páginas de 450 mil processos do STJ. Além de livrar o espaço ocupado pelo acervo em papel, a ação ajudou a tirar os tribunais brasileiros da burocracia e do arcaísmo. Além disso, enxugou gastos públicos. Para se ter uma ideia, o transporte de processos em carrinhos provoca o estrago de 50 portas por mês no prédio do STJ.
Mas a economia gerada não veio só daí. Somente em remessas de correio, o tribunal e outros tribunais estaduais gastavam R$ 20 milhões por ano para receber e enviar processos em papel das instâncias inferiores para o Distrito Federal. Com a digitalização, as cortes estaduais foram conectadas ao Superior Tribunal de Justiça. Assim, eliminou-se o trâmite de envio de processos em papel, que levavam até 8 meses para saírem dos lugares de origem e chegarem às mesas dos ministros.
O Banco Mundial incluiu o projeto no seu Programa de Ação e Aprendizagem sobre Transparência Judicial e Responsabilidade.
A iniciativa também foi reconhecida no final de 2009 com o Prêmio Innovare, que consagra as melhores práticas jurídico-administrativas no âmbito do Judiciário brasileiro. E, em agosto de 2010, o "i-STJ Tribunais", uma das vertentes do STJ na Era Virtual, foi premiado na "IX Edição do Prêmio Excelência em Governo Eletrônico.”

#### Fim das denúncias anônimas
Uma decisão do ministro criou um novo precedente para o Supremo Tribunal Federal e para o próprio STJ. Em abril de 2011, a 6a Turma do tribunal decidiu por 3 votos a 1 que denúncias anônimas e apócrifas não podem servir de base exclusiva para a autorização de quebras de sigilo de cidadãos brasileiros pela Justiça. A votação baseou-se numa decisão do ministro de janeiro de 2010. Cesar Asfor Rocha era o ministro de plantão durante o recesso forense. Ele recebeu um pedido de Habeas Corpus em um processo penal instaurado exclusivamente a partir de uma denúncia anônima em que o juiz de primeira instância havia determinado a quebra de sigilo telefônico dos acusados sem qualquer apuração prévia da denúncia apócrifa. Com base na jurisprudência do STJ, Asfor Rocha suspendeu o andamento da ação penal.
Em agosto de 2017, Antônio Palocci, em depoimento durante a negociação de uma possível delação premiada, afirmou que Asfor Rocha recebeu propina de R$ 5 milhões para conceder a liminar que beneficiou a Camargo Correia.«Ex-ministro do STJ recebeu propina de R$ 5 milhões, diz Palocci»
A destruição das provas relativas à operação Castelo de Areia foi suspensa pela Justiça Federal a pedido do Ministério Público por conta desta acusação. 

### Atuação no TSE
Foi ministro substituto entre 2003 e 2005, ano em que foi efetivado e lá permaneceu até 2007. Também atuou como corregedor-geral da Justiça Eleitoral por um ano, entre 2006 e 2007.
Na Justiça Eleitoral, Cesar Asfor Rocha teve papel preponderante na mudança da legislação que permitia que candidatos cujas contas de administrações anteriores tivessem sido rejeitadas pudessem votar a concorrer. A corte do Tribunal Superior Eleitoral, provocada por voto do ministro, então corregedor-geral da Justiça Eleitoral, decidiu reinterpretar sua própria jurisprudência. Assim, ficou definido que ex-prefeitos e ex-governadores com contas rejeitadas por Tribunais de Contas só podem concorrer se a decisão for suspensa pela justiça comum.

### Atuação no CNJ
Entre os anos de 2007 e 2008, atuou como conselheiro do Conselho Nacional de Justiça e como Corregedor Nacional de Justiça. No cargo, viveu uma história comovente que ganhou destaque nacional. Em dezembro de 2007, o então ministro Cesar Asfor Rocha indignou-se com o destino que a justiça brasileira havia dado ao caminhoneiro Aparecido Ferreira Batista. Preso há 60 dias em São Paulo, Batista era acusado de roubo de cargas em Pernambuco. Um detalhe: o caminhoneiro jamais havia estado em qualquer cidade pernambucana. Foi parar na cadeia porque, em 1999, ele havia perdido todos os documentos e, desde então, os papéis estavam sendo usados pelos criminosos que o implicaram no crime pelo qual acabou preso. 
Por meio de uma reportagem exibida em um telejornal, a história de Batista chegou ao conhecimento do ministro. Cesar Asfor Rocha, que na época atuava como corregedor-nacional do Conselho Nacional de Justiça, tirou os juízes das comarcas de Pernambuco e de São Paulo da cama, fez com que eles tramitassem as decisões que permitiram que o caminhoneiro, inocente de qualquer crime que lhe acusavam, fosse passar o Natal em casa com a família.  

### Aposentadoria
Em setembro de 2012, o ministro decidiu antecipar sua aposentadoria. Embora pudesse permanecer no cargo até 2018, Cesar Asfor Rocha decidiu retirar-se do tribunal e voltar ao seu ofício de origem, a advocacia. 